# Basail (Argentine)
Pour l’article homonyme, voir Basail.
Basail est une localité argentine située dans la province du Chaco et dans le département de San Fernando. Elle est située à 62 km de la capitale provinciale.

## Toponymie
Le toponyme rappelle Don Luis Nicolás Basail, un pionnier qui est arrivé vers la fin du XIXe siècle dans ce qui était alors le Territoire national du Chaco, avec l'intention de coloniser les terres qui lui avaient été concédées par le gouvernement de la Nation dans le cadre de sa politique de colonisation des grandes étendues de campagne inexplorées.
Né en 1845 à Buenos Aires, il est avocat et capitaine dans l'armée, grade qu'il obtient lors de la guerre du Paraguay. À Buenos Aires, il a occupé de nombreux postes : juge de paix, directeur du Banco Hipotecario, député, sénateur et directeur du Ferrocarril del Oeste (chemin de fer de l'Ouest). Luis N. Basail est décédé à San José de Flores le 12 juillet 1902.

## Démographie
La localité compte 1 929 habitants (Indec, 2010), ce qui représente une diminution de 1,6 % par rapport aux 1 960 habitants (Indec, 2001) du recensement précédent. Dans la commune, le nombre total d'habitants était de 3 652 (Indec, 2001).

## Religion
| Archidiocèse | Resistencia             |
| ------------ | ----------------------- |
| Vicaría      | Nuestra Señora de Itatí |